# Anastasia von Brandenburg
Anastasia von Brandenburg (* 14. März 1478 in Ansbach; † 4. Juli 1534 in Ilmenau) war eine Prinzessin von Brandenburg und wurde durch Heirat Gräfin von Henneberg.

## Leben
Anastasia war die jüngste Tochter des brandenburgischen Kurfürsten Albrecht Achilles (1414–1486) aus dessen zweiter Ehe mit Anna (1436–1512), Tochter des Kurfürsten Friedrich II. von Sachsen.
Sie heiratete am 16. Februar 1500 in Neustadt an der Aisch Graf Wilhelm IV. von Henneberg-Schleusingen (1478–1559). Neun Jahre davor hatte schon ihre ältere Schwester Elisabeth einen Henneberger Grafen geheiratet. Die aus der Ehe resultierende aufwändigere Hofhaltung Wilhelms überstieg die Einkünfte seines Landes außerordentlich.
Anastasia und Wilhelm lebten äußerst fromm. Sie unternahmen Wallfahrten, unterstützten Klöster und erwarben für hohe Summen Ablassbriefe. Herzog Albrecht von Preußen, der ein enges Verhältnis zum Hof seiner Verwandten hatte, hatte sich einst an Anastasia gewandt, die 13 Kinder ihrer Ehe zu versorgen hatte, und teilte ihr spaßhaft mit, wenn sie noch eine Tochter zu verheiraten habe, solle sie ihm diese schicken, er würde ihr einen König beschaffen. Ihre einzige unvermählte Tochter zu jener Zeit war Margarete, die aber als Nonne in einem Kloster lebte. Margarete wurde aus dem Kloster geholt, musste aber noch fünf Jahre warten, bis Herzog Albrecht sich tatsächlich bemühte, ihr einen Bräutigam auszusuchen, der bei der mehr als bescheidenen Aussteuer der Gräfin allerdings kein König war. Es war dann eben der Graf zu Wittgenstein.
Anastasia wurde in der Pfarrkirche von Schleusingen bestattet. Ihr Epitaph wurde von dem Innsbrucker Bildhauer Siegmund Buchlinger angefertigt.

## Nachkommen
Aus ihrer Ehe hatte Anastasia folgende Kinder:
- Wilhelm (1500–1503)
- Anna (*/† 1502)
- Johann IV. (1503–1541), Fürstabt im Kloster Fulda
- Tochter (Katharina) (1505–1506)
- Wolfgang II. (1507–1537), gefallen beim Sturm auf Chierasco
- Margarete (1508–1546)

⚭ 1534 Graf Johann von Sayn-Wittgenstein († 1551)
- Katharina (1509–1567), genannt die Heldenmütige

⚭ 1524 Graf Heinrich XXXII. von Schwarzburg (1499–1538)
- Christoph (1510–1548), Graf von Henneberg
- Georg Ernst (1511–1583), Graf von Henneberg

⚭ 1. 1543 Prinzessin Elisabeth von Braunschweig-Calenberg (1526–1566)
⚭ 2. 1568 Prinzessin Elisabeth von Württemberg (1548–1592)
- Dorothea (*/† 1512)
- Poppo XII. (1513–1570), Graf von Henneberg

⚭ 1546 Prinzessin Elisabeth von Brandenburg (1510–1588)
- Kaspar (1515–1517), Graf von Henneberg-Schleusingen
- Walpurgis (1516–1570)

1. Graf Wolfgang von Hohenlohe († 1546)
2. 1548 Graf Karl von Gleichen († 1599)
- Elisabeth (1517–1577)

⚭ Graf Johann IX. von Reifferscheidt und Salm (1513–1559)